# Глибоке (Прилуцький район)
Глибоке — село в Чернігівській області України, входить до складу Талалаївської селищної громади. За адміністративним поділом до липня 2020 року село входило до Талалаївського району, а після укрупнення районів входить до Прилуцького району. Розташоване на річці Детюківці, за 14 км від залізничної станції Талалаївки. Населення — 22 особи, площа — 0,26 км².

## Історія
Хутір Глибокий створений з хуторів: Харченків, Дедюків, Никоненкин.
У 1862 році на хуторі Харченків було 10 дворів де жило 48 осіб (36 чоловічої та 12 жіночої статі)
Село вперше згадується під 1886 роком під назвою Глибокий хутір. Входило до Прилуцького повіту Полтавської губернії. 1886 року в хуторі налічувалось 17 дворів козаків, 3 двори селян (казенних — 1, власників — 2), 21 хата, 138 жителів.
У 1910 році — 36 господарств, з них козаків — 35, селян — 1, налічувалось 234 жителя, у тому числі 1 тесляр, 2 кравці, 3 ковалі, 3 ткачі, 2 поденники, 12 займалися іншими неземлеробськими заняттями, все інше доросле населення займалося землеробством. Було 208 десятин придатної землі.
З приходом радянської влади, у 1923 року хутір відійшов до Роменської округи УСРР і на мапі 1941 року позначено 76 дворів.

### В складі України
З 1991 року село у складі України. У 1996 році в селі було 20 дворів, мешкало 34 жителя.
До 2020 року підпорядковувалось Чернецькій сільській раді.